# Hedera maroccana
Hedera maroccana là một loài thực vật có hoa trong Họ Cuồng cuồng. Loài này được McAll. mô tả khoa học đầu tiên năm 1993.